# Julius Vincenz von Krombholz
Julius Vincenz von Krombholz (19 de diciembre de 1782 - 1 de noviembre de 1843) fue un médico y micólogo alemán.
Estudia medicina en la Universidad de Praga en 1803, y se doctora en 1814. Enseña en Praga higiene y se interesa por la toxicidad de los champiñones, realizando experiencias sobre animales. Expone los resultados de sus observaciones en su famoso libro Naturgetreue Abbildungen und Beschreibungen der essbaren, schädlichen und verdächtigen Schwämme (J.G. Calve'schen Buchhandlung, Praga, dos vols., 1831-1846).
Por su deceso, el final de la obra se publica póstumamente, por Johann Baptista Zobel (1812-1865).
En 1828 es profesor de patología y terapia. Krombholz le consigue a August Karl Joseph Corda (1809-1849), sin recursos financieros, llegar a un puesto en la Universidad.

## Planchas extraídas deNaturgetreue Abbildungen und Beschreibungen der essbaren

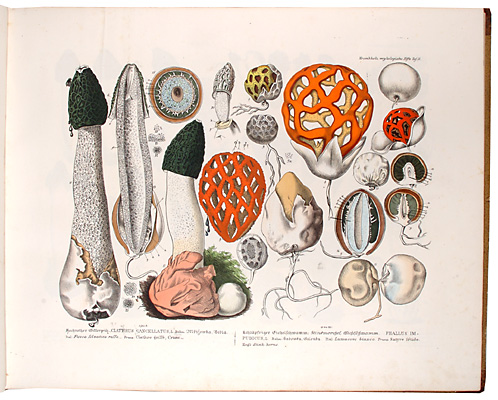
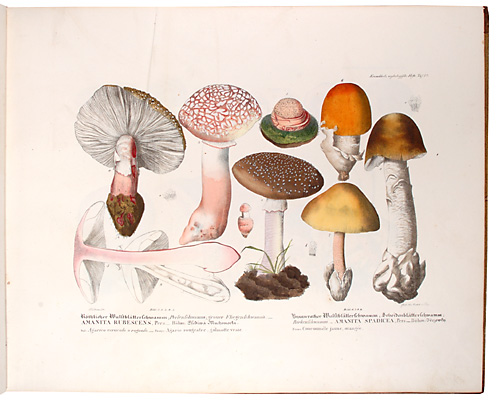
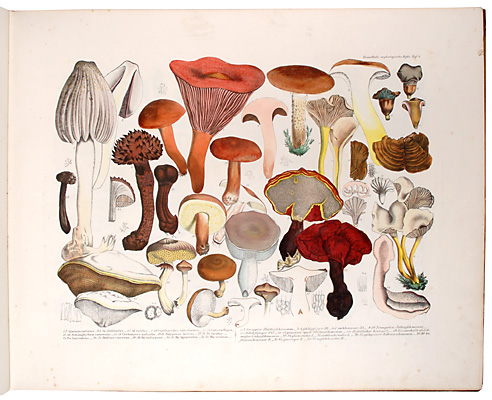

- La abreviatura «Krombh.» se emplea para indicar a Julius Vincenz von Krombholz como autoridad en la descripción y clasificación científica de los vegetales.[1]